# Yoshiyuki Junnosuke
Yoshiyuki Junnosuke (japanisch 吉行 淳之介; * 1. April 1924 in Okayama; † 26. Juli 1994 in Tokio) war ein japanischer Schriftsteller.

## Leben und Wirken
Toshiyuki war der älteste Sohn des Schriftstellers Yoshiyuki Eisuke. Im Alter von drei Jahren zog er mit seiner Familie nach Tokio. Er wurde wegen einer Asthmaerkrankung nicht zum Armeedienst eingezogen und studierte ab 1945 englische Literatur an der Universität Tokio, die er ohne Abschluss verließ. In dieser Zeit war er mit der Literatur von Thomas Mann konfrontiert. Er verdiente sein Geld als Redakteur und gründete das Literaturmagazin Ashi, begann für ein Skandalmagazin zu schreiben und führte das Leben eines Dandy. Dies führte 1954 zum Ausbruch einer Tuberkuloseerkrankung. In dieser Zeit begann er Kurzgeschichten zu schreiben und erhielt für sein Debütwerk Shūu (驟雨, dt. Regenschauer. Dogakusha Verlag 1982) den Akutagawa-Preis.
1956 erschien sein erster Roman Genshoku no machi (原色の街). Im selben Jahr folgte Honoo no naka (焔の中) – „Mitten in den Flammen“, ein autobiografischer Bericht über sein Leben und seine Liebe im Kriegs-Tokio. Der Roman Suna no ue no shokubutsugun (砂の上の植物群, 1963) wurde ein Bestseller. 1970 erhielt er für Anshitsu (暗室) den Tanizaki-Jun’ichirō-Preis. Das Werk erschien 1976 in englischer Übersetzung unter dem Titel The Dark Room. Für Kaban no nakami (鞄の中身) wurde Yoshiyuki 1975 mit dem Yomiuri-Literaturpreis und dem Großen Preis für japanische Literatur ausgezeichnet. 
1978 erhielt er den Noma-Literaturpreis für Yūgure made (夕暮まで). In seinen letzten Lebensjahren war Yoshiyuki an Krebs erkrankt; sein letzter Roman Medama (目玉) blieb unvollendet.